# Survie du plus apte

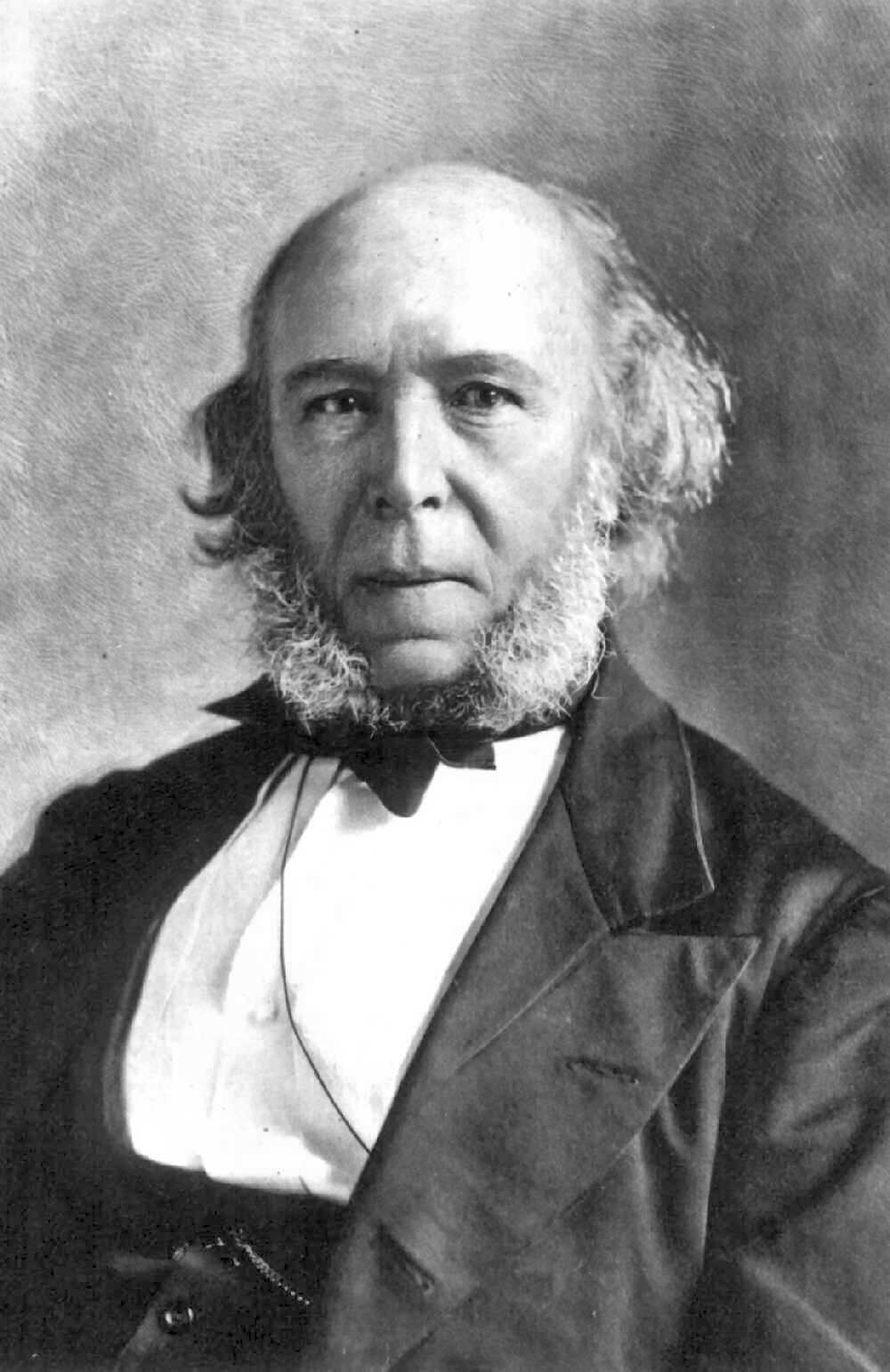
Herbert Spencer fut le premier à utiliser la phrase la « Survie du plus apte. »

La « survie du plus apte » (traduction de l'anglais « survival of the fittest ») est une expression décrivant la compétition des espèces pour la survie ou la dominance. Elle a été écrite à l'origine par Herbert Spencer dans ses Principles of Biology de 1864. Spencer y traçait des parallèles entre ses idées économiques et les théories de l'évolution que Charles Darwin appelait la sélection naturelle.
Cette phrase est une métaphore et non pas une description scientifique. Elle n'est généralement pas employée par les biologistes qui lui préfèrent l'expression : « sélection naturelle ».

## Origine
Alors que l'économiste britannique Herbert Spencer est souvent crédité de la création de l'expression la "survie du plus apte" dans son ouvrage de 1851 Social Statics (concernant le système économique de libre marché) ou dans son First Principles of a New system of Philosophy de 1862, il n'a en fait pas employé cette expression avant d'avoir lu L'Origine des espèces du naturaliste Charles Darwin et ne l'a introduite dans son Principles of Biology qu'en 1864 : vol. 1, p. 444, il écrit : « Cette survie du plus apte, que j'emploie ici en termes mécaniques, est ce que Mr Darwin a nommé la « sélection naturelle », ou la préservation de races favorisées dans la lutte pour la vie. ».

## Confusion
La phrase « survival of the fittest » se traduit en français par « la survie du plus fit ». Cette phrase a été largement mésinterprétée dans le monde anglo-saxon à cause du double sens du mot fit qui peut se référer à la fois à la forme physique « to be fit » (sous-entendant une survie du plus fort physiquement), le sens original de la phrase se référant au verbe « to fit » signifiant être adapté (impliquant la survie du plus adapté à son environnement).

### Origine de la phrase
- (en) AboutDarwin.com - Darwin's Timeline
- (en) « Pioneers of Psychology »(Archive.org • Wikiwix • Archive.is • Google • Que faire ?)
- (en) Evolution Quotations compiled by GIGA